# 弗羅斯特山
81°11′S 158°21′E / 81.183°S 158.350°E
弗羅斯特山（英語：Mount Frost）是南極洲的山峰，位於奧次地，處於絲綢冰川源頭以南7公里，屬於邱吉爾山脈的一部分，海拔高度2,350米，現時由南極條約體系管理。